# John Wilmar Pérez
John Wilmar Pérez (Medellín, 21 de febrero de 1970) es un exfutbolista colombiano que jugaba de Mediocampista.

## Trayectoria
Pérez fue un volante central, eficaz en la obtención de la pelota y pasarla hacia adelante, Pérez jugó para los clubes colombianos Independiente Medellín y Deportivo Cali. En 2000 se trasladó al Columbus Crew de los Estados Unidos.
Pérez inició su carrera en el Independiente Medellín, donde logró el subcampeonato en 1993.
Luego pasaría al América de Cali donde logró el subcampeonato de la Copa Libertadores de América ante River Plate de argentina en 1996 y salió subcampeón de la Copa Libertadores de 1996.
Luego pasaría al Deportivo Cali donde logró el campeonato en 1998 y salió subcampeón de la Copa Libertadores de 1999.
Después de una primera temporada baja en Columbus, Pérez destacó en 2001, formando el núcleo de un centro del campo robusto junto a Brian Maisonneuve.
Terminó el año con 8 goles y 15 asistencias, ganando reconocimiento como Jugador Más Valioso del club para la temporada.
En 2002, Pérez experimentado un descenso en sus estadísticas y el tiempo de juego, pero sin embargo ayudó al Crew a ganar su primer trofeo, la de EE. UU. Copa Abierta Lamar Hunt.
A mediados de 2003, Pérez regresa al equipo de sus amores, el Deportivo Independiente Medellín. Al año siguiente, en el 2004, Pérez logró la tercera estrella con el Medellín con Pedro Sarmiento como técnico, siendo la primera vez que logra salir campeón con el equipo de sus amores.
Pérez terminó su carrera en el Medellín en el 2005.
Actualmente John Wilmar Pérez es profesor en una escuela de futbol en Medellín la cual se llama fanut fatima-nutibara en la unidad deportiva de belen en Medellín

## Selección Colombia
Pérez también representó a la selección colombiana y participó en los Juegos Olímpicos de Barcelona 1992, en la Copa América de 1997, las Eliminatorias al Mundial de Francia 1998, la Copa Mundial de Fútbol de 1998 realizada en Francia y la Copa de Oro de la Concacaf del 2000. Él jugó en los cuatro partidos de Colombia en la Copa América de 1997, pero se mantuvo en el banco a lo largo de la Copa del Mundo del año siguiente. Su última participación con la Selección Colombia fue en la Copa de Oro de la Concacaf del 2000, donde Colombia salió subcampeona de dicho torneo.

### Participaciones enJuegos Olímpicos
| Juegos                | Sede              | Resultado      | PJ | GA | Asis |
| --------------------- | ----------------- | -------------- | -- | -- | ---- |
| Juegos Olímpicos 1992 | Barcelona, España | Fase de grupos | 1  | 0  | 0    |

### Participaciones enCopas América
| Torneo            | Sede    | Resultado        | PJ | GA | Asis |
| ----------------- | ------- | ---------------- | -- | -- | ---- |
| Copa América 1997 | Bolivia | Cuartos de final | 4  | 0  | 0    |

### Participaciones enEliminatorias al Mundial
| Eliminatoria                          | Sede del Mundial | Posición      | Resultado   | PJ | GA | Asis |
| ------------------------------------- | ---------------- | ------------- | ----------- | -- | -- | ---- |
| Eliminatorias Mundial de Francia 1998 | Francia          | 3°lugar 28pts | Clasificado | 3  | 0  | 0    |

### Participaciones enCopas del Mundo
| Mundial                 | Sede    | Resultado      | PJ                           | GA | Asis |
| ----------------------- | ------- | -------------- | ---------------------------- | -- | ---- |
| Mundial de Francia 1998 | Francia | Fase de grupos | 0 (3 partidos como suplente) | 0  | 0    |

### Participaciones enCopa de Oro
| Torneo           | Sede           | Resultado  | PJ | GA | Asis |
| ---------------- | -------------- | ---------- | -- | -- | ---- |
| Copa de Oro 2000 | Estados Unidos | Subcampeón | 5  | 0  | 0    |

## Clubes
| Club                   | País           | Año       |
| ---------------------- | -------------- | --------- |
| Independiente Medellín | Colombia       | 1988-1995 |
| América de Cali        | Colombia       | 1995-1996 |
| Deportivo Cali         | Colombia       | 1996-1999 |
| Columbus Crew          | Estados Unidos | 2000-2003 |
| Independiente Medellín | Colombia       | 2003-2005 |

## Palmarés

### Campeonatos nacionales
| Título                | Equipo                 | País           | Año  |
| --------------------- | ---------------------- | -------------- | ---- |
| Campeonato colombiano | Deportivo Cali         | Colombia       | 1998 |
| Copa Lamar Hunt U.S.  | Columbus Crew          | Estados Unidos | 2002 |
| Torneo Apertura       | Independiente Medellín | Colombia       | 2004 |

- Datos: Q2326151